# رادیو زنجان
رادیو زنجان (شبکهٔ استانی صدای زنجان) یکی از رادیوهای سازمان صدا و سیمای جمهوری اسلامی ایران و زیرمجموعهٔ صدا و سیمای زنجان است که در شهر زنجان، خیابان خرمشهر، صدا و سیمای زنجان فعالیت می‌کند.
میزان پخش برنامه‌های رادیو زنجان از ابتدای آذرماه ۱۳۹۱ خورشیدی از ۱۲ ساعت به ۲۰ ساعت در روز افزایش یافت. این رادیو در کنار زبان فارسی، برنامه‌هایی را نیز به زبان ترکی آذربایجانی تولید و پخش می‌نماید.
رادیو زنجان در سال ۱۳۵۲ خورشیدی تأسیس شده و در سال ۱۳۸۳ خورشیدی با تأسیس شبکهٔ استانی صدا و سیمای مرکز زنجان (اشراق)، تحت عنوان «شبکهٔ استانی صدای مرکز زنجان» فعالیت می‌کند.

## برنامه‌ها
برخی از برنامه‌های تولیدی رادیو زنجان به شرح زیر است:
- سلام زنجان[۶][۷]
- خاکریز[۸][۹]
- بایراملیق[۱۰]
- عید بندگی[۱۰]
- آقای ایمنی[۱۱]
- انقلاب حماسه‌سی[۱۲]
- رادیو انقلاب[۱۲]
- چلچراغ[۱۲]
- دستاورد انقلاب[۱۲]
- گفت‌وگوی ۵۷[۱۲]
- دهه فجر[۱۳]
- فراسو[۱۲]
- مسابقه چهل برگ[۱۲]
- خیابان امام[۱۲]
- هوای حرم[۷]
- آخشاملار[۵][۱۴]
- کندیمیز[۵][۱۴]
- شریعت یولی[۵]
- هفت‌سین[۵]
- بهاران[۵]
- اولکمیزه بهار گلیپ[۱۵]
- گنج و رنج[۱۶]
- روز ملی سینما[۱۷]
- روز دانشجو[۱۸]
- لیالی قدر[۱۹]
- با فرزانگان[۱۴]
- گل نرگس[۱۴]
- اخبار استان[۱۴]
- دوزدان[۱۴]
- گلگشت موسیقی[۱۴]
- خبر سراسری[۱۴]
- صدای ایران[۱۴]
- مستند انقلاب[۱۴]
- بیزیم ایوان[۱۴]
- قند و عسل[۱۴]
- دلنوازان[۱۴]